# 河合季信
河合 季信（かわい としのぶ、1967年12月19日 - ）は、愛知県名古屋市出身のショートトラックスピードスケート選手。1985年、愛知県立瑞陵高等学校2年の時に世界選手権で個人総合優勝。1986年アジア冬季競技大会では500m銀メダル。筑波大学体育専門学群に進学し、1987年には2度目の個人総合優勝を果たすなど、日本のショートトラックの黄金期を支えたスケーターである。1988年カルガリーオリンピック（公開競技）ではメダルを期待されたが、500m8位であった。1991年冬季ユニバーシアードでは1000m、1500mで銅メダルを獲得、1992年アルベールビルオリンピック5000mリレーで銅メダルを獲得し、この年限りで競技から引退。現在は母校の筑波大学で准教授を務めている。